# Острів Райнера
О́стрів Ра́йнера (рос. Остров Райнера) — острів в Північному Льодовитому океані, у складі архіпелагу Земля Франца-Йосифа. Адміністративно належить до Приморського району Архангельської області Росії.

## Географія
Острів знаходиться в північній частині архіпелагу, входять до складу Землі Зичі. Розташований на південний схід від острова Карла-Александра, від якого відокремлений протокою Скотт-Келті. На південному сході протокою Руслан відокремлений від островів Беккера та Гофмана.
Вся територія, крім мису Бавермана на півночі, вкрита льодовиками.

## Історія
Острів відкритий 1873 року Австро-Угорською полярною експедицією Юліуса Паєра 1872–1874 років і названий на честь одного з аристократів, який спонсорував експедицію — Джозефа Райнера, більш відомого як ерцгерцог Райнер Австрійський. В 1937 році на острові знаходився табір пошукових літаків під час пошуків Сигізмунда Леваневського.